# Brot- und Schulmuseum
Das Brot- und Schulmuseum in Radzionków (Woiwodschaft Schlesien) ist das erste seiner Art in Polen. Es umfasst Exponate, die zur Brotherstellung benötigt wurden bzw. mit dieser in Verbindung stehen. Als besondere Attraktion können die Besucher selbst Spitzel backen und auf diese Weise das Bäckerhandwerk näher kennenlernen. Gründer des Museums ist Piotr Mankiewicz, der nach jahrelangem Ankauf von verschiedenen Antiquitäten rund um das Brot und die Schule beschloss, diese für die Öffentlichkeit bereitzustellen. 
Das Museum wurde am 26. April 2000 eröffnet. 
Seit dem 26. Oktober 2006 ist das Museum Mitglied in der Schlesischen Route der Technischen Denkmäler. Diese wurde 2010 in die Europäische Route der Industriekultur (ERIH) aufgenommen.